# حضارة هامانجيا

خريطة العصر الحجري الحديث الأوسط الأوروبي تظهر مكان نشوء حضارة همنجينة.

حضارة هَمَنْجِينَة أو هَمَنْجِينَا أو (نقحرة: هامانجينا) هي ثقافة أثرية من العصر الحجري الحديث المتأخر نشأت في دبروجة (رومانيا وبلغاريا حاليا) بين نهر الدانوب والبحر الأسود ومونتينيا في الجنوب. أخذت إسمها من موقع بايا الأثري الواقع على طول بحيرة غولوفيتا في مقاطعة تولسيا في رومانيا والذي اكتشف عام 1952.

## تاريخ
نشأت حضارة همنجينة حوالي سنة 5250/5200 قبل الميلاد واستمرت حتى حوالي 4550/4500 قبل الميلاد. ضُمت أراضيها إلى أراضي حضارة البويان [الإنجليزية] عندما تحولت البويان إلى حضارة غوملنيتا- كارانوفو [الإنجليزية]. تشير روابط حضارة همنجينة الثقافية مع الأناضول إلى أنها نشأت كنتيجة لمستوطنة حديثة قام ببنائها أشخاص قدموا من الأناضول على عكس الثقافات المجاورة والتي يبدو أنها تنحدر من مستوطنة سابقة في العصر الحجري الحديث.

## الفن
جذبت حضارة همنجينة ولا زالت تجذب انتباه العديد من مؤرخي الفن بسبب التماثيل الطينية الاستثنائية التي عثر عليها.

### الفخار
تعتبر الأواني المطلية ذات الأنماط الهندسية المعقدة القائمة على أشكال لولبية (نموذجية)، تشمل هذه الأنماط: أوعية وأكواب أسطوانية (معظمها بجدران مقوسة)، وهي مزينة بنقاط وخطوط متوازية مستقيمة ومتعرجة، مما يجعل فخار همنجينة أصليًا للغاية.

### التماثيل
عادة ما تكون التماثيل الفخارية منمقة للغاية (مليئة بالنقوش) وتظهر نساء عاريات بلا وجه مع ثديين وأرداف مشدودة. عثر على تمثالان معروفان باسم «المفكر» و «المرأة الجالسة» وهما يعتبران من روائع فن العصر الحجري الحديث.
- رأس طيني بالحجم الطبيعي ، 4500-4000 قبل الميلاد
- التماثيل ذكور وإناث
- تمثال لأنثى ، "المرأة الجالسة"
- تمثال لذكر "المفكر"
- تمثال صغير
- آثار من الفخار
- مجموعة من تماثيل
- تمثال لأنثى من الطين ، 4900-4600 قبل الميلاد

## المستوطنات
تتكون المستوطنات من منازل مستطيلة الشكل بها غرفة أو غرفتان مبنية من الطين والجص وأحيانًا بأساسات حجرية (عثر على بعضها في دورانكولاك [الإنجليزية]).تترتب المستوطنات على شكل يشبه شبكة مستطيلة وتشكل مع بعضها ما يشبه الحواجز الصغيرة. تقع المستوطنات على طول الساحل، وعلى ساحل البحيرات، وعلى شرفات النهر السفلي والوسطى وأحيانًا في الكهوف.

## دفن الموتى
يُدفن الأموات في المقابر أما بشكل مائل أو ممتد، وكثيرا ما تخلو المقابر من أي أعمال فخارية. من أمثلة على البضائع الجنائزية التي عثر عليها هي الصوان والأصداف المشغولة وأدوات العظام وزخارف الصدف.